# Tegenpaus Clemens VII
Robert van Genève (Genève, 1342 – Avignon, 16 september 1394), de eerste tegenpaus van het Westers Schisma, werd in 1361 bisschop van Terwaan, in 1368 bisschop van Kamerijk en in 1371 kardinaal. Onder paus Gregorius XI maakte hij zich met het bloedbad van Cesena in 1377 berucht door zijn optreden als pauselijk legaat in Italië. Robert was een zoon van graaf Amadeus III van Genève en van Mathilde van Auvergne. Hij werd in 1392 graaf van Genève, in opvolging van zijn kinderloos overleden broer Peter.
In het conclaaf van 8 april 1378 koos hij mede voor paus Urbanus VI, maar vijf maanden later verklaarden de niet-Italiaanse kardinalen hun keuze voor Urbanus ongeldig: op 20 september 1378 kozen zij Robert tot paus als Clemens VII (niet te verwarren met de latere rechtmatige paus Clemens VII). Na een mislukte aanval op Rome vestigde hij zich te Avignon, waar hij zich gesteund wist door Karel V van Frankrijk, met wie hij verwant was. Serieuze pogingen tot beëindiging van het schisma ondernam hij evenmin als Urbanus.
Hij was zeer begaafd, maar zijn bedenkelijke financiële praktijken, nodig voor zijn royale levensstijl, bezorgden hem vele vijanden. Na Clemens' dood wilde men het schisma wel beëindigen, maar niet eenzijdig. Daarom kozen Clemens' kardinalen Pedro de Luna (Benedictus XIII) als opvolger, nadat deze had verklaard steeds bereid te zijn af te treden als Urbanus VI dat ook zou doen. De Luna zou zich echter tot aan zijn dood aan zijn ambt vastklampen.

## Omstreden proost van Sint-Donaas
Na de dood van kardinaal Guy van Boulogne in 1374, die ook proost van Sint-Donaas in Brugge was, moest een opvolger in die functie worden voorzien. Paus Gregorius XI wilde, tegen het kapittel van Sint-Donaas in dat voor Zeger van Beke had gekozen, zijn medewerker Pierre Mazuyer aanstellen. Het dispuut sleepte aan, totdat Mazuyer verzaakte, omdat hij blijkbaar voldoende had aan zijn ambt als bisschop van Arras, waarin hij al in 1372 was benoemd.
Gregorius XI gaf zich nog niet gewonnen (het ging om een discussie met Lodewijk van Male en Filips de Stoute over wie het recht had de proost te benoemen) en stelde nu op 11 januari 1375 kardinaal Robert van Genève aan. Het kapittel bleef, met steun van Lodewijk van Male, aan de kandidatuur van Zeger van Beke houden. Het geschil sleepte aan tot 20 april 1377 toen de paus het proostschap 'reserveerde' voor Beke, d. w. z. de functie aan hem wilde voorbehouden voor na Robert van Genève. Maar weldra was de discussie van de baan. Gregorius XI overleed en werd opgevolgd door paus Urbanus VI... terwijl de kandidaat-proost onder de naam Clemens VII tot tegenpaus werd verkozen in Avignon. De weg lag open voor Van Beke.
Cursief: tegenpaus
- Biblioteca Nacional de España: XX889764
- Bibliothèque nationale de France: cb121862337 (data)
- CiNii: DA06079105
- Gemeinsame Normdatei: 118723502
- Historisch woordenboek van Zwitserland: 012559
- International Standard Name Identifier: 0000 0000 8343 4808
- Library of Congress Control Number: n80056916
- Nationale Bibliotheek van Israël: 987007462989705171
- Nationale Bibliotheek van Polen: a0000003427180
- Nederlandse Thesaurus van Auteursnamen: 071434518
- Réseau des bibliothèques de Suisse occidentale: 02-A000036930
- Istituto Centrale per il Catalogo Unico: SBLV193052
- LIBRIS: 294245
- SNAC: w6pp2dmq
- Système universitaire de documentation: 074262718
- Virtual International Authority File: 316415963